# Sandra Howard Taylor
Sandra Victoria Howard Taylor (Providencia, 1969) es una periodista y política colombiana, que se desempeñó como Gobernadora de San Andrés y Providencia. 

## Reseña biográfica
Estudió periodismo y comunicación social en la Universidad Externado de Colombia, especializándose en Gerencia de Gestión Cultural. En 1989 fue elegida Señorita San Andrés y Providencia, representando a la Intendencia en el Concurso Nacional de Belleza de ese año.
Comenzó su carrera profesional como periodista de varios medios de comunicación y se llegó a desempeñar como Gerente de Caracol Radio en San Andrés y Providencia. Gerenció el Fondo Mixto de Cultura de San Andrés entre 1995 y 2001. En septiembre de 2013 fue nombrada como Viceministra de Turismo de Colombia, en reemplazo de Tatyana Orozco, quién pasó a dirigir Departamento Nacional de Planeación. Antes de ocupar ese puesto, Howard se había desempeñado como Secretaria de Educación de San Andrés.
Ejerció el cargo de Viceministra hasta el 23 de abril de 2018, cuando fue designada como Gobernadora Encargada de San Andrés y Providencia, en reemplazo del suspendido gobernador Ronald Housni Jaller. Su mandato se extendió hasta julio del mismo año, cuando la Procuraduría extendió la suspensión de Housni y fue nombrado Alaín Enrique Manjarrés Flórez como gobernador encargado.
Actualmente es consultora asociada de Beyond Green Travel (EE. UU.) y es Codirectora de Viveajar. También es productora de crónicas documentales para el canal Teleislas.